# Kathryn D. Sullivan
Kathryn Dwyer Sullivan (Nueva jersey, Estados Unidos, 3 de octubre de 1951) es una geóloga y astronauta estadounidense de la NASA. Ha sido tripulante en tres misiones de transbordadores espaciales y fue la primera mujer estadounidense en caminar en el espacio, el 11 de octubre de 1984. Es la Under Secretary of Commerce for Oceans and Atmosphere y Administradora de la Administración Nacional Oceánica y Atmosférica (NOAA) después de ser confirmada por el Senado de los Estados Unidos el 6 de marzo de 2014. El mandato de Sullivan finalizó el 20 de enero de 2017, con la toma de posesión del presidente Donald Trump. Después de completar su servicio en el NOAA, fue designada como la Cátedra Charles A. Lindbergh de Historia Aeroespacial en el Museo Nacional del Aire y el Espacio de la Institución Smithsonian en 2017, y también se desempeñó como miembro principal en el Instituto de Política Potomac Estudios.

## Biografía
Kathryn Sullivan nació en Paterson, Nueva Jersey, y se graduó en 1969 en la Escuela Secundaria William Howard Taft en el distrito de Woodland Hills en Los Ángeles, California. Realizó un Bachelor of Science de ciencias de la Tierra de la Universidad de California, en Santa Cruz en 1973, y un doctorado en Ciencias en Geología por la Universidad de Dalhousie, en 1978. Mientras estuvo en Dalhousie, participó en varias expediciones oceanográficas para estudiar los suelos de los océanos Atlántico y Pacífico.
En 1988, Sullivan se unió a la Reserva Naval de los Estados Unidos como oficial de oceanografía, y se jubiló con el rango de capitán en 2006. Ha sido científica jefe de la Administración Nacional Oceánica y Atmosférica. Antes de unirse a la NASA trabajó en Alaska como oceanógrafa.

## Carrera en la NASA
Fue seleccionada por la NASA en enero de 1978, y se convirtió en astronauta en agosto de 1979. Sus tareas de apoyo al Shuttle desde entonces incluyen: desarrollo de software; lanzamiento y aterrizaje de fotógrafo perseguidor de plomo; Prueba de orbiter y carga, pago y soporte de lanzamiento en el Centro Espacial Kennedy, Florida; actividad extravehicular (EVA), equipo de apoyo de traje espacial para varios vuelos y comunicadora de cápsula (CAPCOM) en control de misiones para varias misiones del Shuttle. Veterana de tres vuelos espaciales, Sullivan voló como especialista en misión en la STS-41G, la STS-31 y la STS-45.  Sullivan fue la primera mujer estadounidense en realizar una actividad extravehicular (EVA), durante la misión STS-41-G.

### STS-41-G
La STS-41-G Challenger, del 11 al 13 de octubre de 1984, fue la misión en la misión en la que Sullivan realizó la primera caminata espacial. Ella y el especialista en misiones David Leestma realizaron una caminata espacial de 3 horas y media, en la que operaron un sistema diseñado para mostrar que un satélite podría repostar en órbita. Durante su misión de ocho días, la tripulación desplegó el Satélite Earth Radiation Budget, y realizó observaciones científicas de la Tierra con el OSTA-3 (incluyendo el radar SIR-B, ARCHIVO y experimentos MAPS) y una cámara de gran formato (LFC). Realizó una demostración de reabastecimiento de combustible por satélite utilizando combustible de hidracina con el Sistema de reabastecimiento orbital (ORS), y realizó numerosos experimentos en la cabina, así como la activación de ocho recipientes Getaway Special. La STS-41-G completó 132 órbitas alrededor de la Tierra en 197.5 horas, antes de aterrizar en el Centro Espacial Kennedy, Florida.

### STS-31
La STS-31 Discovery, 24 al 29 de abril de 1990, se lanzó desde el Centro Espacial Kennedy, Florida, el . Durante esta misión de cinco días, los miembros de la tripulación a bordo del transbordador espacial desplegaron el Telescopio Espacial Hubble, y llevó a cabo una variedad de experimentos en la mitad del camino que involucraron el estudio del crecimiento del cristal de proteína, el procesamiento de la membrana de polímero y los efectos de la ingravidez y los campos magnéticos en un arco de iones. También operaron una variedad de cámaras, incluidas las cámaras IMAX en la cabina y la bahía de carga, para las observaciones de la Tierra desde su altitud récord de 380 millas. Después de 76 órbitas de la tierra en 121 horas, el descubrimiento de la STS-31 aterrizó en la Base de la Fuerza Aérea Edwards, California.

### STS-45
La STS-45 Atlantis, del 24 de abril al 2 de marzo de 1992, fue la primera misión del spacelab. Sullivan fue la comandante de carga útil en esta primera misión de Spacelab de la NASA. Durante esta misión de nueve días, la tripulación ejecutó los doce experimentos que constituían el cargamento ATLAS-I (laboratorio atmosférico para aplicaciones y ciencia). El ATLAS-I obtuvo una amplia gama de medidas detalladas de mediciones detalladas de las propiedades químicas y físicas de la atmósfera, lo que contribuirá significativamente a mejorar nuestra comprensión de nuestro clima y atmósfera. Además, esta fue la primera vez que se utilizó un rayo artificial de electrones para estimular una descarga auroral artificial.
Sullivan abandonó la NASA en 1993, registando 532 horas en el espacio.
- Emblemas de las misiones
- Archivo:Archivo 24
- Misión STS-41-G
- Misión STS-31
- Misión STS-45

## Carrera posterior a la NASA
Después de dejar la NASA en 1993, se desempeñó como presidenta y CEO del COSI Columbus, un centro de ciencias interactivo en Columbus, Ohio y como directora del Centro Battelle de la Universidad Estatal de Ohio para la Política de Educación en Matemáticas y Ciencias, así como asesora científica voluntaria de COSI. Bajo su liderazgo, COSI fortaleció su impacto en la enseñanza de las ciencias en el aula y su reputación nacional como innovadora de recursos de aprendizaje práctico basados en la investigación. Fue nombrada para el Consejo Nacional de Ciencias por el presidente George W. Bush en 2004.
En 2009, Sullivan fue elegida por tres años como presidenta de la Sección de Interés General en Ciencia e Ingeniería de la Asociación Estadounidense para el Avance de la Ciencia.
En enero de 2011, la Casa Blanca envió al Senado la nominación de Sullivan por el presidente Barack Obama para ser secretaria de comercio adjunto. Fue nominada por primera vez en diciembre de 2010, pero debido a que el Senado no aprobó su nominación y un grupo de otros se envió a fines de diciembre, la Casa Blanca reiteró las solicitudes formales.
El 4 de mayo de 2011, fue confirmada por el consentimiento unánime del Senado de los Estados Unidos, y designada por el presidente Obama para ocupar el cargo de Subsecretario de Comercio para Observación y Predicción Ambiental y Administrador Adjunto de la Administración Nacional Oceánica y Atmosférica. Fue nombrada Subsecretaria de Comercio interino de Océanos y Atmósfera y Administrador interino de la NOAA el 28 de febrero de 2013, y fue confirmada por el Senado como Subsecretaria de Comercio para Océanos y Atmósfera y Administrador del NOAA el 6 de marzo de 2014.